# Cornella
|  | «Cucala» redirigeix aquí. Vegeu-ne altres significats a «Cucala (mitologia)» i «Cucales» |

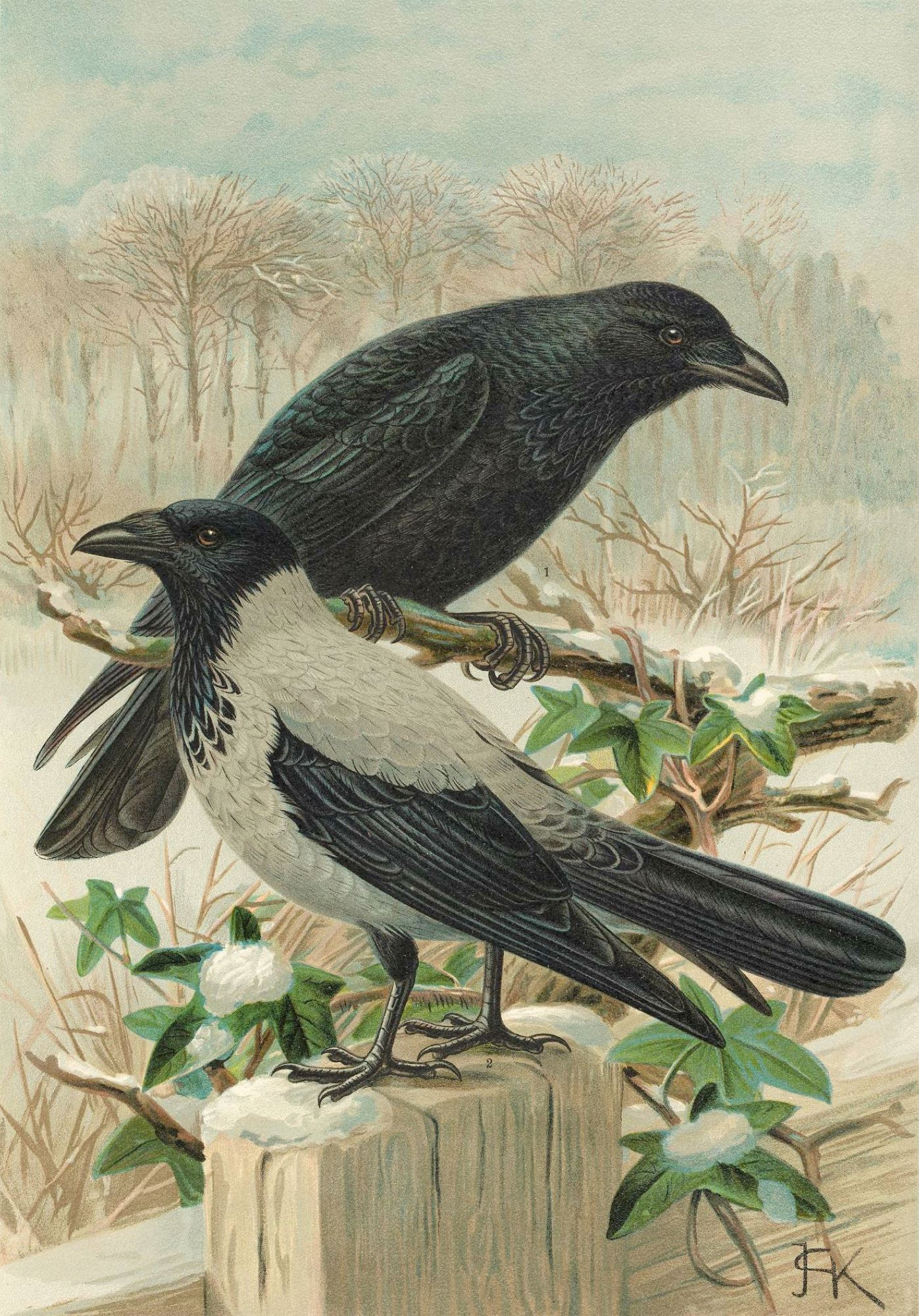
Cornella negra (Corvus corone), al fons, i cornella emmantellada (Corvus cornix), en primer terme. Durant molt de temps van ser considerades subespècies diferents de la mateixa espècie Corvus corone.

La cornella o cornella negra o cucala (Corvus corone) és una espècie d'ocell de la família dels còrvids força freqüent a la Catalunya interior (especialment al Berguedà, el Solsonès i la Cerdanya), molt escassa a la costa catalana i molt menys freqüent al sud.

## Descripció
És un còrvid de mida mitjana, sense gaires trets típics, característicament negre, amb veu força peculiar i disseny de vol amb la cua quadrada.
El cos, ulls, potes i bec són completament negres, presentant tanmateix, iridescències verdoses i púrpures a la part superior del plomatge. Els joves mostren una tonalitat més brunenca.
A priori es podria confondre de lluny amb altres còrvids, però, malgrat tot, es poden discriminar força bé. A desgrat de la mida, es diferencia del corb per la grandària del bec, la silueta de la cua i la manca de plomes hirsutes a la gola.
Es distingeix de la gralla pel color dels ulls i per no presentar gris a les espatlles.
De la graula, per l'absència de plomes en forma de calça a sobre dels tarsos, i de les gralles de muntanya, per la manca de coloració a les cames i al bec.
És força garruladora, bo i emetent un cucleig característic, menys greu que el del corb. Pot imitar fàcilment altres veus, i hom la pot sentir fins i tot mimetitzant el tamborineig dels pigots.
Amb unes ales relativament amples, vola generalment a no gaire altura, amb un vol força recte amb batecs pausats i regulars. Planeja molt menys que els corbs i les gralles de muntanya.

## Alimentació
Menja molt a terra, en àrees obertes, on sempre camina sense saltar.
És força polífaga, podent capturar pollets i altres petits vertebrats. Sent atracció per carronyes i despulles. També es nodreix de gra, insectes, cucs, fruits i ous.

## Hàbitat
És molt característica en àrees de prats i conreus. Habita àrees obertes amb boscanys, riberes o tanques arbrades, on instal·la el niu a força altura, defugint les àrees boscanes massa denses.
En els darrers anys ha sofert una certa expansió.

## Costums
La seua organització social comporta el territorialisme. Solament forma estols a les àrees de joca i durant la reproducció, que és quan s'apleguen els exemplars solters i els desaparellats.
La dinàmica d'ocupació de l'espai a l'època reproductora depèn dels recursos alimentaris disponibles i de la densitat de població, la qual cosa provoca la interacció dels estols de solters amb les parelles ja formades per tal d'ocupar les millors àrees.
És sedentària o transhumant, però a l'hivern pot rebre la visita de migrants transpirinencs.

## Reproducció
Fa una posta a l'any i gairebé sempre en arbres.

## Taxonomia
Sovint s'ha considerat que Corvus corone i Corvus cornix pertanyen en realitat a una única espècie:
- Corvus corone (sensu lato) – cornella eurasiàtica.[4]

A la classificació del Congrés Ornitològic Internacional versió 13.1 (2023) ambdues són considerades espècies diferents,